# Talsperre Azután
Die Talsperre Azután (spanisch Presa de Azután) ist eine Talsperre mit Wasserkraftwerk in der Gemeinde Azután, Provinz Toledo, Spanien. Sie staut den Tajo zu einem Stausee auf. Die Talsperre dient sowohl der Stromerzeugung als auch der Bewässerung. Sie wurde 1969 fertiggestellt. Die Talsperre ist im Besitz von Iberdrola Generacion S.A. und wird auch von Iberdrola betrieben.

## Absperrbauwerk
Das Absperrbauwerk ist eine Pfeilerstaumauer aus Beton mit einer Höhe von 55 m über der Gründungssohle. Die Mauerkrone liegt auf einer Höhe von 357 m über dem Meeresspiegel. Die Länge der Mauerkrone beträgt 419 (bzw. 500) m. Das Volumen der Staumauer beträgt 211.000 (bzw. 212.000) m³.
Die Staumauer verfügt sowohl über einen Grundablass als auch über eine Hochwasserentlastung. Über den Grundablass können maximal 196 (bzw. 200) m³/s abgeleitet werden, über die Hochwasserentlastung maximal 6.300 (bzw. 7.200) m³/s. Das Bemessungshochwasser liegt bei 6.900 m³/s.

## Stausee
Beim normalen Stauziel von 354 m erstreckt sich der Stausee über eine Fläche von rund 12,5 km² und fasst 84 (bzw. 113) Mio. m³ Wasser.

## Kraftwerk
Die installierte Leistung des Kraftwerks beträgt 180 (bzw. 200) MW. Bei einer Überprüfung der Ist-Leistung der drei Maschinen am 1. Februar 2001 wurden Werte zwischen 61,07 und 62,51 MW ermittelt. Die Fallhöhe beträgt 32 m; der maximale Durchfluss liegt bei 750 m³/s. Das Maschinenhaus befindet sich auf der rechten Flussseite.